# 任式楠
任式楠（1936年10月—），江苏无锡人，中国社会科学院考古研究所研究员，中国社会科学院荣誉学部委员。1959年毕业于北京大学历史系。